# Bella Vista (Amambay)
Bella Vista, chiamata anche Bella Vista Norte per distinguerla dall'omonima località del dipartimento di Itapúa, è un centro abitato del Paraguay, situato nel dipartimento di Amambay, a 469 km dalla capitale del paese Asunción; la località forma uno dei 3 distretti del dipartimento.

## Popolazione
Al censimento del 2002 Bella Vista contava una popolazione urbana di 5.334 abitanti (9.611 nell'intero distretto).

## Caratteristiche
Fondata ufficialmente nel 1902 sul fiume Apa, di fronte alla città brasiliana di Bela Vista, la località ha come sue principali attività l'agricoltura, l'allevamento e il commercio transfrontaliero.